# قرمزدانه

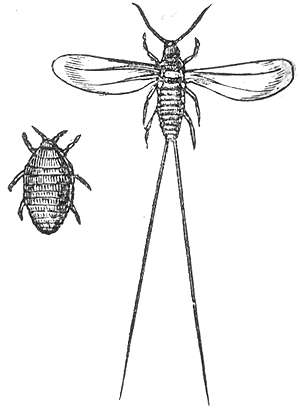
قرمزدانه مکزیکی

قرمزدانه ماده رنگزای طبیعی است که منشأ جانوری داشته و از بدن حشراتی به همین اسم بدست می‌آیند. قرمز دانه یا پودر کارمن که با کد ای ۱۲۰ (E120) هم شناخته می‌شود و در صنایع غذایی نیزکاربرد دارد، در تولید نوشیدنی‌ها، خمیر دندان، سوسیس و کالباس، لوازم آرایشی و..

## تاریخچه قرمزدانه در ایران
قرمزدانه از دیر باز در ایران برای رنگرزی منسوجات و الیاف مورد استفاده در بافت فرش دستباف به کار رفته است. این رنگ در ایران به رنگ لاکی معروف بوده است.
رنگ لاکی از حشره لاک و در طی فرایند لاک‌گیری بدست می‌آید. این رنگ از طریق هندوستان تأمین می‌شد.

## انواع قرمزدانه
- قرمزدانه هندی یا لاک هندی
- قرمزدانه لهستانی
- فرمز دانه مکزیکی یا Cochineal
- قرمزدانه مدیترانه ای که بر روی نوعی بلوط در اطراف دریای مدیترانه زندگی می‌کند.

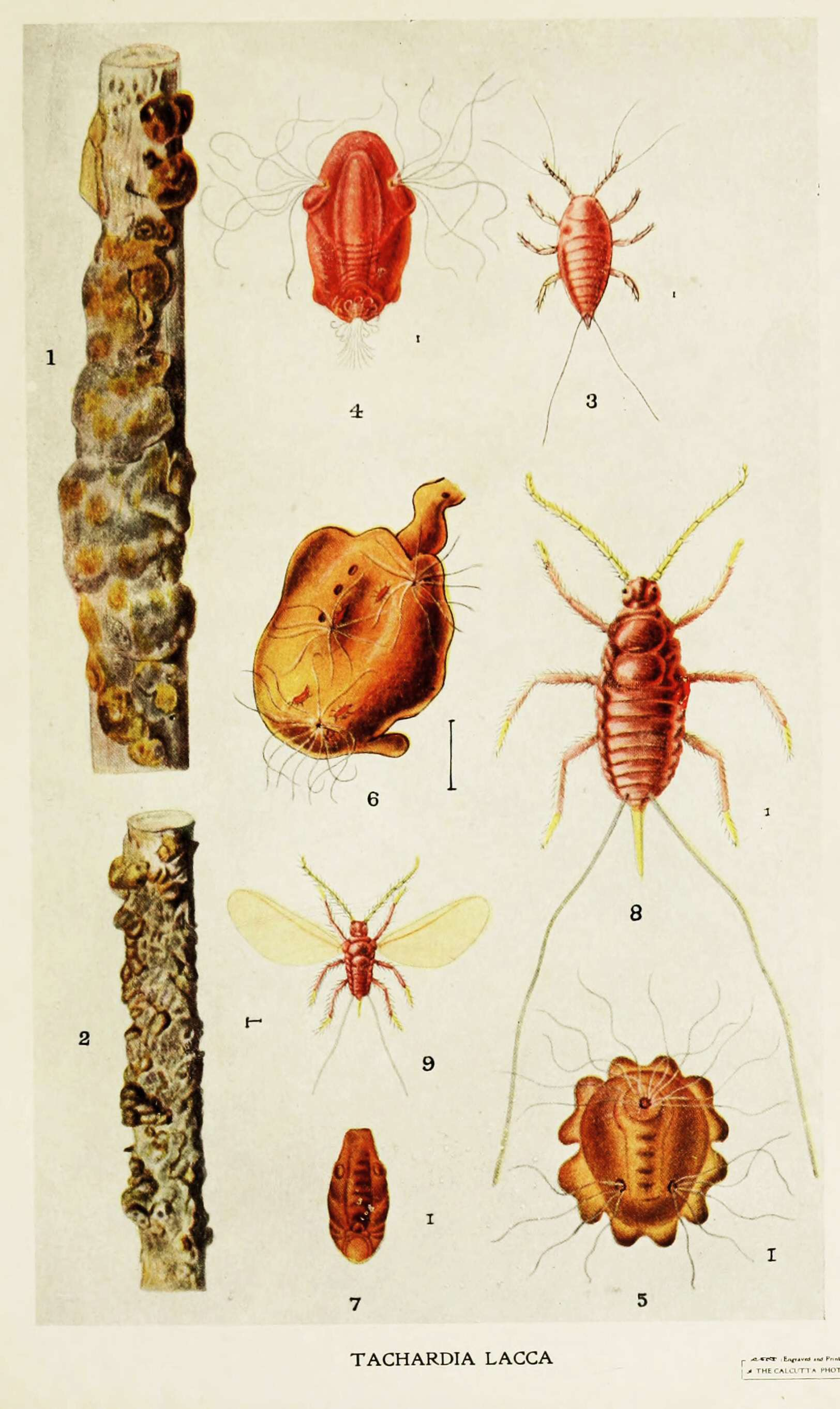

- کرم ورمیلو

### قرمزدانه هندی
حشره قرمزدانه هندی در مناطق حاره ای هندوستان و بر روی میوه‌های گوشتی و شیرین می‌نشیند. از بدن این حشره بیشتر لاک بدست می‌آید و در فرایند لاک‌گیری، مقداری رنگ قرمز پررنگ نیز بدست می‌آید که در ایران به رنگ لاکی معروف است.
ریشهٔ کلمهٔ قرمز نیز از همین جاست. در سانسکریت به رنگی که از این حشره به دست می‌آید «کرمی-جا» (به دست آمده از کرم) می‌گفتند و کرمی-جا در زبان عربی به «قرمز» تبدیل شد.

### قرمزدانه لهستانی
کلونی قرمز دانه لهستانی بر روی ریشه گیاه است. این گیاه در نواحی کوهستانی آرارات رشد می‌کند.

### قرمزدانه مکزیکی
قرمزدانه مکزیکی یا Cochineal حشره‌ای است که از بدن آن ماده‌ای رنگی به همین نام استخراج می‌شود. این حشره که از شیره گیاهان به‌ویژه برخی انواع کاکتوس تغذیه می‌کند بومی مناطق گرمسیری آمریکای جنوبی و مرکزی و کشور مکزیک است. بدن این حشره ماده‌ای به نام اسید کارمینیک دارد که وسیله دفاعی آن در برابر دیگر حشرات است. قرمزدانه‌ها را در زمان تخم‌ریزی از روی گیاهان جمع‌آوری می‌کنند و با جوشاندن، آن‌ها را می‌کشند و سپس خشک می‌کنند. حدود ۱۷ تا ۲۴ درصد اسید کارمینیک در وزن خشک حشره و تخم‌های آن وجود دارد که با استخراج و امتزاج آن با املاح آلومینیوم و کلسیم رنگدانه سرخرنگ کارمین یا قرمزدانه به‌دست می‌آید که در رنگ‌های خوراکی، رنگرزی و لوازم آرایشی کاربرد دارد.

### قرمزدانه مدیترانه‌ای
این نوع حشره بر روی نوعی بلوط که در آب و هوای مدیترانه ای رشد می‌کند زیست دارد.

## کاربرد قرمزدانه در صنعت
تهیه واکس برای پوشش‌دهی میوه‌ها و شکلات و شیرینی (صنایع غذایی)